# Trimma lantana
Trimma lantana es una especie de peces de la familia de los Gobiidae en el orden de los Perciformes.

## Morfología
Los machos pueden llegar a alcanzar los 2,9 cm de longitud total.

## Hábitat
Es un pez Mar y de clima tropical que vive hasta los 3-25 m de profundidad.

## Distribución geográfica
Se encuentra en Australia

## Observaciones
Es inofensivo para los humanos.